# Adult contemporary

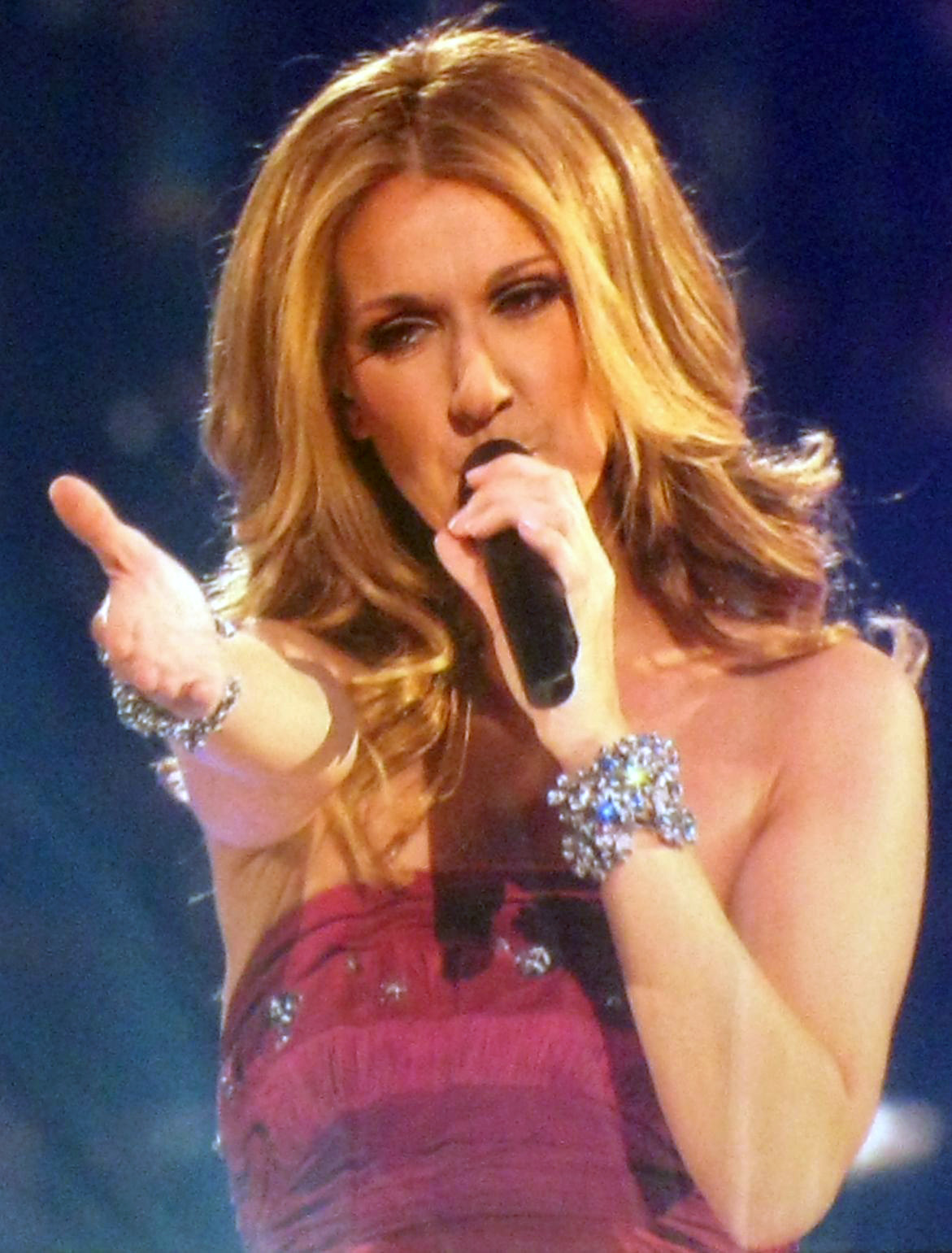
Celine Dion, referida como a "Rainha da Música Adulta Contemporânea", é uma das maiores artistas internacionais, tendo vendido mais de 250 milhões de discos.

Adult contemporary, também abreviada para AC (português: música contemporânea para adultos ou música adulto-contemporânea) é um termo em inglês usado para descrever um formato de programação radiofônico com música popular abrangente desde a música vocal dos anos 1960 e soft rock dos anos 1970 à música pop dos dias atuais, com diferentes graus do easy listening, pop, soul, R&B, quiet storm e uma influência do rock. O adulto contemporâneo é antes uma continuação do estilo easy listening e soft rock que se tornou popular nos anos 60 e 70, com alguns ajustes que refletem a evolução da música pop/rock.
O adulto contemporâneo tende a ter qualidades exuberantes, calmantes e altamente polidas, onde a ênfase na melodia e nas harmonias é acentuada. Geralmente é melódico o suficiente para chamar a atenção do ouvinte, e é inofensivo e prazeroso o suficiente para funcionar bem como música de fundo. Como a maioria da música pop, suas músicas tendem a ser escritas em um formato básico, empregando uma estrutura verso-refrão. Nesse tipo de música, é comum o uso de instrumentos acústicos (embora o baixo seja usado normalmente) como violões, pianos, saxofones e, às vezes, um conjunto orquestral. As guitarras elétricas são normalmente fracas e agudas. No entanto, a música adulto-contemporânea atual pode geralmente apresentar sintetizadores (e outros instrumentos eletrônicos, como baterias elétricas).
As estações de rádio adulto contemporâneo podem tocar música mainstream, mas tendem a excluir hip hop, dance music, hard rock e algumas formas de teen pop, já que estes são menos populares entre os adultos, o público-alvo. As estações de rádio que tocam esse formato geralmente tem como alvo a faixa etária de 25 a 44 anos, o grupo demográfico que recebe mais atenção dos anunciantes desde a década de 1960. Uma prática comum nos últimos anos por parte das emissoras é tocar menos músicas atuais e mais canções de décadas anteriores. Esta ênfase em novas músicas retarda a progressão do gráfico adulto contemporâneo.
O AC é geralmente dividido em quatro grupos: "Hot AC", também conhecido como "Adult Top 40" (Top 40 adulto),"Soft AC" (AC suave), também conhecido como "Light"," Urban AC" (AC urbano), também conhecido como "Urbano Contemporâneo" e "Religious AC" (AC religioso, um tipo mais suave de música cristã contemporânea). Algumas estações tocam apenas "Hot AC", "Soft AC" ou apenas uma variedade de subgêneros. Portanto, o AC geralmente não é considerado um gênero específico de música; é apenas um conjunto de faixas selecionadas de músicos de diferentes gêneros.

## História

### Década de 1960: raízes precoces;easy listeningesoft rock
O adulto contemporâneo tem suas raízes no formato easy listening da década de 1960, que adotou um instrumento de 70 a 80% para 20 a 30% de mixagem vocal. Alguns ofereciam 90% de instrumentais, e alguns eram inteiramente instrumentais. O formato de easy listening, como era conhecido pela primeira vez, nasceu do desejo de algumas estações de rádio no final dos anos 1950 e início dos anos 1960 de continuar tocando as músicas atuais, mas se distinguirem de serem rotuladas como "rock and roll". A Billboard publicou pela primeira vez a tabela "Easy Listening" em 17 de julho de 1961, com 20 músicas; o primeiro número um foi "Boll Weevil Song", de Brook Benton. O gráfico descreveu-se como "não muito longe em qualquer direção".
Inicialmente, os cantores eram artistas como Frank Sinatra, Doris Day, Johnny Mathis, Connie Francis, Nat King Cole, Perry Como e outros. As gravações personalizadas eram geralmente versões instrumentais de canções de sucesso atuais ou recentes do rock and roll ou pop, um movimento que pretendia dar às estações mais apelo massivo sem se venderem. Algumas estações também ocasionalmente tocavam gravações anteriores da era das big bands da década de 1940 e início da década de 1950.
Depois de 1965, as diferenças entre a tabela Hot 100 e a tabela Easy Listening se tornaram mais pronunciados. Melhor refletindo o que as estações do meio da estrada estavam realmente tocando, a composição do gráfico mudou drasticamente. Enquanto a música rock continuava a endurecer, havia muito menos cruzamento entre as paradas Hot 100 e Easy Listening do que na primeira metade dos anos 60. Roger Miller, Barbra Streisand e Bobby Vinton estavam entre os artistas mais populares da tabela.
Um grande ímpeto para o desenvolvimento do formato do rádio AC foi que, quando a música rock and roll se tornou popular em meados da década de 1950, muitas emissoras de rádio mais conservadoras queriam continuar a tocar músicas atuais enquanto se afastavam do rock. Essas estações middle-of-the-road (ou "MOR") também incluíam com frequência standards mais antigas da era pré-rock e big bands para atrair ainda mais os ouvintes adultos que haviam crescido com essas músicas.
Outro grande ímpeto para a evolução do formato de rádio AC foi a popularidade de estações easy listening ou "beautiful music", estações com música especificamente projetada para ser puramente ambiente. Enquanto a música mais fácil era instrumental, criada por artistas relativamente desconhecidos e raramente comprada (especialmente como singles, embora os belos álbuns de Jackie Gleason vendessem bem nos anos 1950), o AC foi uma tentativa de criar um formato "light" similar escolhendo certas faixas (singles e álbuns) de artistas populares.

### Década de 1970: Soft rock como um formato de rádio
O hard rock foi estabelecido como um gênero mainstream em 1965. A partir do final da década de 1960, tornou-se comum dividir o rock mainstream em soft e hard rock, com ambos surgindo como os principais formatos de rádio nos Estados Unidos. O soft rock era freqüentemente derivado do folk rock, usando instrumentos acústicos e dando mais ênfase à melodia e às harmonias. Os principais artistas incluíram Barbra Streisand, Carole King, Cat Stevens, James Taylor e Bread.
As tabelas "Hot 100" e "Easy Listening" tornaram-se mais semelhantes novamente no final dos anos 1960 e no início e meados da década de 1970, quando a textura de grande parte da música tocada no Top 40 começou a diminuir. O formato adulto contemporâneo começou a evoluir para o som que mais tarde o definiu, com bandas orientadas ao rock como Chicago, Eagles e Elton John se tornando associados ao formato.
O soft rock atingiu seu pico comercial em meados da década de 1970, com bandas como Toto, Air Supply, Seals and Crofts, Dan Fogelberg, America e Fleetwood Mac, cujo Rumours (1977) foi o álbum mais vendido da década. Em 1977, algumas estações de rádio americanas tinham mudado para um formato de rock totalmente suave. Na década de 1980, os gostos mudaram e os formatos de rádio refletiram essa mudança, incluindo artistas musicais como Journey.
As estações de rádio tocavam o formato Top 40, independentemente do gênero; no entanto, a maioria estava no mesmo gênero até meados da década de 1970, quando diferentes formas de música popular começaram a visar diferentes grupos demográficos, como a música disco versus hard rock. Isso evoluiu para estações de rádio especializadas que tocavam gêneros específicos de música e geralmente seguiam a evolução dos artistas nesses gêneros.
No início dos anos 1970, músicas mais suaves de The Carpenters, Anne Murray, John Denver, Barry Manilow e até Streisand começaram a ser tocadas com mais frequência no rádio "Top 40", e outras foram adicionadas à mixagem em muitas estações de TV. Além disso, algumas dessas estações até tocaram músicas mais suaves de Elvis Presley, Linda Ronstadt, Elton John, Rod Stewart, Billy Joel e outros artistas baseados no rock.
Grande parte da música gravada por cantores e compositores como Diana Ross, James Taylor, Carly Simon, Carole King e Janis Ian foram mais executadas nesse formato do que no Top 40. O formato das estações easy listening também começou a incluir músicas de artistas iniciados em outros gêneros, como rock and roll ou R&B. Além disso, várias canções música  disco se saíram bem no formato adulto contemporâneo.

### Década de 1980: o adulto contemporâneo como formato de rádio
Em 7 de abril de 1979, a tabela Easy Listening tornou-se oficialmente conhecida como Adult Contemporary, e essas duas palavras permaneceram consistentes no nome do gráfico desde então. A música contemporânea adulta tornou-se um dos formatos de rádio mais populares dos anos 80. O crescimento do AC foi um resultado natural da geração que primeiro ouviu a música mais "especializada" do meio da década de 1970 crescendo e não se interessando pelo heavy metal e rap/hip-hop que uma nova geração ajudou a desempenhar um papel significativo nas paradas do Top 40 até o final da década.
O AC Mainstream evoluiu de forma semelhante ao longo dos anos; artistas tradicionais do AC, como Barbra Streisand, Carpenters, Dionne Warwick, Barry Manilow, John Denver e Olivia Newton-John, passaram a dificilmente ter grandes sucessos no Top 40 com a chegada da década de 1980, e devido à influência da MTV, artistas que eram grampos do formato Contemporary hit radio, como Richard Marx, Michael Jackson, Bonnie Tyler, George Michael, Phil Collins e Laura Branigan começaram a cruzar para os gráficos AC com maior freqüência. Collins foi descrito pela AllMusic como "um dos cantores contemporâneos pop e adultos de maior sucesso dos anos 80 e além". No entanto, com a combinação da MTV e do rádio AC, o adulto contemporâneo parecia mais difícil de definir como um gênero, com artistas de soft-rock do passado ainda apresentando sucessos pop e recebendo rádios de artistas mais novos na época.
A quantidade de cruzamento entre o gráfico AC e o Hot 100 variou com base no quanto as tendências de música pop que passavam da época atraíram os ouvintes adultos. Poucas músicas da disco music ou new wave foram particularmente bem sucedidas no chart do AC durante o final dos anos 70 e início dos 80, e grande parte do hip-hop e hard rock apresentado nos formatos CHR no final da década teria sido inaceitável na rádio AC.
Embora o dance-rock e o pop eletrônico dominassem os anos 1980, as canções de soft rock ainda tiveram um leve sucesso graças a Sheena Easton, Amy Grant, Lionel Richie, Dan Hill, Leo Sayer, Billy Ocean, Julio Iglesias, Bertie Higgins e Tommy Page. Nenhuma música passou mais de seis semanas em # 1 neste gráfico durante os anos 80, com nove músicas realizando esse feito. Dois deles foram de Lionel Richie, "You Are" em 1983 e "Hello" em 1984, que também alcançou o primeiro lugar no Hot 100.
Em 1989, Linda Ronstadt lançou Cry Like a Rainstorm, Howl Like the Wind, descrito pelos críticos como "o primeiro verdadeiro álbum adulto contemporâneo da década", com o cantor de soul estadunidense Aaron Neville em várias das doze faixas. O álbum foi certificado como Disco Triplo de Platina apenas nos Estados Unidos e se tornou um grande sucesso em todo o mundo. Os singles vencedores do Grammy, "Don't Know Much" e "All My Life", foram os sucessos de maior sucesso na categoria Adulto Contemporâneo. Vários singles adicionais do disco também estiveram no AC Top 10. O álbum conquistou muitos críticos na necessidade de definir AC, e pareceu mudar a tolerância e a aceitação da música AC no dia-a-dia do mainstream.

### Anos 1990: formações de subgêneros
O início da década de 1990 marcou o abrandamento do R&B urbano ao mesmo tempo em que surgiu o rock alternativo e o pop tradicional teve um ressurgimento significativo. Isso, em parte, levou a uma ampliação do mercado, não apenas permitindo atender a mais nichos de mercado, mas também se tornou habitual para os artistas fazerem singles que aceitassem AC. Ao mesmo tempo, o gênero começou a adotar elementos do hard rock enquanto os gostos estavam mudando para músicas mais altas, enquanto as estações de AC em geral começaram a tocar mais rock. Os recursos "Softer", como a música instrumental leve (herdada do formato beautiful music - muitas estações transmitiam o formato até o início dos anos 1970), músicas new age e a maioria dos artistas pré-1964 foram gradativamente eliminados do rádio AC nos anos 1990.
Ao contrário da maioria dos principais cantores da década de 1980, os cantores pop/R&B da década de 1990, como All-4-One, Boyz II Men, Rob Thomas, Christina Aguilera, Backstreet Boys e Savage Garden, geralmente cruzavam as paradas de AC. Alguns artistas de música latina como Lynda Thomas, Ricky Martin, Marc Anthony, Selena, Enrique Iglesias e Luis Miguel também tiveram sucesso nas tabelas de AC.
Além de Celine Dion, que teve um sucesso significativo neste gráfico, outros artistas com vários números no gráfico AC na década de 1990 incluem Mariah Carey, Phil Collins, Michael Bolton, Whitney Houston e Shania Twain. Cantoras e compositoras mais novas, como Sarah McLachlan, Natalie Merchant, Jewel, Melissa Etheridge e Sheryl Crow, também apareceram na tabela AC durante esse período.
Em 1996, a Billboard criou uma nova tabela chamada Adult Top 40, que reflete a programação em estações de rádio que existe entre a música "adulta contemporânea" e a música "pop". Embora às vezes sejam confundidos, a tabela Adult Contemporary e a tabela Adult Top 40 são tabelas separadas, e as músicas que alcançam um gráfico podem não alcançar o outro. Além disso, o AC Hot é outro subgênero de programação de rádio que é diferente do gráfico Hot Adult Contemporary Tracks como existe hoje, apesar da aparente similaridade no nome.
Em resposta à pressão sobre o Hot AC, um novo tipo de formato AC surgiu recentemente entre as rádios americanas. O formato adulto urbano contemporâneo (um termo cunhado por Barry Mayo) geralmente atrai um grande número de afro-americanos e às vezes ouvintes caucasianos através de uma grande quantidade de R&B (sem qualquer tipo de rap), música gospel, soul clássico e dance music (incluindo disco).
Outro formato, o AC rítmico, além de tocar todas as populares músicas AC quentes e suaves, passado e presente, coloca uma forte ênfase na disco, bem como sucessos de dance dos anos 1980 e 1990, como Amber, C&C Music Factory e Black Box, e inclui remixes dance de canções pop, como o mix de Soul Solution de "Unbreak My Heart" de Toni Braxton.
Em seus primeiros anos de existência, o formato de jazz suave era considerado uma forma de AC, embora fosse principalmente instrumental, e relacionava uma semelhança mais forte com a música suave de estilo AC. Por muitos anos, George Benson, Kenny G e Dave Koz tiveram sucessos de crossover que foram tocados tanto em jazz suave quanto em estações de AC soft.

### 2000 em diante: músicamainstreamentra no AC
Um padrão notável que se desenvolveu durante os anos 2000 e 2010 foi que certas músicas pop têm longas corridas nas paradas de AC, mesmo depois que as músicas caíram do Hot 100. Adrian Moreira, vice-presidente sênior de música para adultos da RCA Music Group, disse "Vimos uma mudança bastante acentuada no que a CA vai jogar". Em vez de enfatizar canções antigas, o adulto contemporâneo tocava muitas das mesmas músicas que os top 40 e adultos top 40, mas somente depois que os hits se estabeleceram. Um artigo no site da MTV por Corey Moss descreve esta tendência: "Em outras palavras, as estações de TV são onde as músicas pop vão morrer muito tempo. Ou, para os otimistas, conseguir uma segunda vida."
Com a mistura de rádios AC com algumas músicas de rock e pop que também chegam às paradas pop, as canções mainstream conquistaram muitos críticos na necessidade de definir AC, e pareceram mudar a tolerância e a aceitação da música AC no mainstream do dia a dia. reprodução de rádio. Um exemplo de uma música dos anos 2000 é o single de Josh Groban "You Raise Me Up". Parte da razão pela qual mais e mais estações de AC quente são forçadas a mudar é que cada vez menos música nova se encaixa em sua conta; a maioria da nova música rock é alternativa demais para o rádio convencional e a maioria dos novo pop agora é fortemente influenciado pela dance-pop e pela dance music eletrônica.
Enquanto a maioria dos artistas se estabeleceu em outros formatos antes de se mudar para o contemporâneo adulto, Michael Bublé e Josh Groban começaram como artistas de AC. Ao longo da década, artistas como Nick Lachey, James Blunt, John Mayer, Jason Mraz, Kelly Clarkson, Norah Jones, Clay Aiken, Amy Winehouse e Susan Boyle tiveram sucesso graças a um som com influências jazz e influências pop tradicionais, enquanto Na década seguinte, artistas mais pop modernos, como Bruno Mars e Adele, obtiveram sucesso no AC.
Durante a maior parte dos anos 2000, artistas de música country como Faith Hill, Shania Twain, Florida Georgia Line, Lady Antebellum, LeAnn Rimes e Carrie Underwood marcaram sucessos em soft AC, enquanto os anos 2010 viram bandas alternativas e indie rock como Coldplay, Wilco, Feist, The 1975, Imagine Dragons, Mumford & Sons, The Lumineers, Arcade Fire e Ed Sheeran fazendo grande sucesso no AC.
A mudança do rádio AC para o pop mais mainstream se tornou o resultado das mudanças no cenário do rádio após a desaceleração econômica de 2005-2007 e eventual recessão, já que os anunciantes preferiam formatos baseados em gráficos mais lucrativos, o que significou o desaparecimento de muitas fórmulas baseadas em AC, principalmente aqueles destinados a audiências mais velhas. A redução nas vendas de discos físicos ao longo dos anos 2010 também provou ser um grande golpe para o gênero AC, e há preocupações de que o medidor portátil de audiência, um dispositivo usado para determinar ouvintes de rádio, seja incompatível com as músicas AC e não consiga notar se uma pessoa está ouvindo uma estação de AC por causa dos tons e frequências usadas no estilo.

## Formatos

### Hot Adult Contemporary
Estações Hot Adult Contemporary tocam uma variedade de hits clássicos e música mainstream contemporânea voltada para um público adulto. Algumas estações Hot AC se concentram um pouco mais na música pop e rock alternativo para atingir o público mais jovem, embora excluam o teen pop mais orientado para jovens ou músicas mais rítmicas e urbanas.
Esse formato geralmente inclui dance-pop (como músicas animadas de Madonna, Cher, Gloria Estefan e Kylie Minogue), power pops (principalmente de boybands como Backstreet Boys e Westlife), e músicas de soft rock voltadas para adultos. Geralmente, as estações de rádio Hot AC direcionam sua produção musical para a faixa etária de 18 a 54 anos e um público demográfico de homens e mulheres.

### Soft Adult Contemporary
O Soft Adult Contemporary é uma versão mais orientada para adultos do AC. Este estilo musical nasceu no final dos anos 1970 e cresceu no início dos anos 1980. A grande maioria das músicas tocadas em estações de AC Soft é mais suave e mais acústica. O formato pode ser visto como um sucessor mais contemporâneo e uma combinação do easy listening e do soft rock. Muitas estações no formato AC soft capitalizam em seu público-alvo aos funcionários de escritório (muitos deles do sexo feminino com idades entre 25 e 54 anos, um público-chave de anunciantes), a ponto de que as estações de CA leves geralmente se intitulam como a estação de trabalho no mercado.
O Soft AC, que nunca se importou em manter músicas em alta rotação literalmente por anos em alguns casos, não parece necessariamente estar enfrentando pressões similares para expandir seu formato. O Soft AC inclui uma quantidade maior de músicas de décadas passadas, especialmente músicas R&B, soul e músicas dos anos 1960 e 1970, do que o AC Hot.
Os artistas que contribuem para este formato incluem principalmente cantores de soft rock/pop como Andy Williams, Johnny Mathis, Barbra Streisand, Nana Mouskouri, Celine Dion, Julio Iglesias, Frank Sinatra, Barry Manilow, Engelbert Humperdinck, Aaron Neville e Marc Anthony, entre outros.

### Adulto contemporâneo urbano e rítmico
Urban AC é uma forma de música AC voltada para o público afro-americano adulto e, portanto, os artistas que são tocados nessas estações são na maioria das vezes negros, como Des'ree, cujo álbum I Ain't Movin' foi muito popular entre tanto o público afro-americano quanto o público nacional mais amplo.
As estações de AC Urban se assemelham ao AC Soft em vez de AC Hot; elas tocam predominantemente R&B e soul music com pouco hip-hop. Os principais artistas do Urban AC incluem Luther Vandross, Trey Songz, Patti LaBelle, Toni Braxton, Whitney Houston, Aretha Franklin, Frank Ocean, Craig David e Mariah Carey.
Uma forma mais elaborada do Urban AC é o formato oldies rítmico, que foca principalmente no "old school" R&B e soul hits das décadas de 1960 a 1990, incluindo os sucessos da Motown e da disco music. O formato inclui artistas de soul ou disco, como ABBA, Village People, Jackson 5, Donna Summer, Tina Charles, Gloria Gaynor e Bee Gees. Estações de oldies rítmico ainda existem hoje, mas têm como alvo os afro-americanos, em oposição a um público massivo.

### Smooth Adult Contemporary
O Smooth Adult Contemporary foi desenvolvido a partir de estações de jazz suave, a fim de atrair mais ouvintes mais jovens (particularmente na faixa etária de 25 a 54 anos) sem alienar completamente os fãs de jazz. Estações de AC Smooth tocavam mais os vocalistas populares em estações de jazz suaves, como Luther Vandross, Sade, Robin Thicke, Anita Baker e Basia, enquanto incorporavam mais material de AC convencional e urbano de artistas como Celine Dion, Mary J. Blige, e Maroon 5 e limitando instrumentais a dois ou três cortes por hora (e geralmente restringindo a transmissão de instrumentais para artistas como Kenny G, Dave Koz e Chuck Mangione que tiveram sucesso no crossover). Nos mercados em que existiam, as estações Smooth AC foram concebidas para preencher um vazio para a música suave criada pelo movimento geral do formato Adult Contemporary em direção à música musical mais badalada do Top-40.

### AC Religioso
A música cristã contemporânea (MCC) tem vários subgêneros, sendo um deles "AC religioso" ou "AC cristão". Houve crossover no mainstream e o hot AC por muitos dos principais artistas do gênero Christian AC, nomeadamente Amy Grant, Michael W. Smith, Troccoli Kathy, Steven Curtis Chapman, e mais recentemente, MercyMe.